# Pia Ârĸê

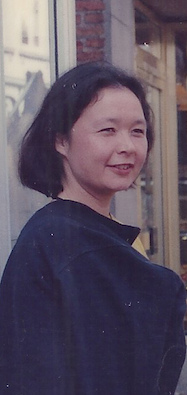
Pia Ârĸê

Pia Ârĸê [ˈpiːa ˈɑːqːiː] (meist vereinfacht Pia Arke; geb. Gant; * 1. September 1958 in Uunarteq; † Mai 2007 in Kopenhagen) war eine grönländisch-dänische Künstlerin.

## Leben
Pia Ârĸê wurde 1958 als Tochter des dänischen Telegrafieverwalters Jørgen Gant und der Grönländerin Justine Piparajik Birgitte Ârĸê geboren. Ihr Großeltern Niels (Ârdluarssuk) und Kathinka (Tũkâtêĸ) gehörten zu den Tunumiit, die ab 1925 den Kolonialdistrikt Scoresbysund besiedelten. 1983 ersetzte sie ihren Nachnamen Gant durch den ihrer Mutter. Am 29. September 1990 heiratete sie in Kopenhagen den dänischen Künstler Michael Petersen (* 1955), Sohn des Büroassistenten Henning Petersen und seiner Frau Inger Vangekjær. Die Ehe wurde 1993 geschieden.
Pia Ârĸê wuchs in Ostgrönland, Qaanaaq in Nordgrönland und Narsaq in Südgrönland auf. Sie lernte nie Grönländisch. 1987 zog sie nach Dänemark um, wo sie bis 1993 die Königlich Dänische Kunstakademie besuchte, in der Mogens Møller und Per Bak Jensen ihre Lehrer waren. Pia Ârĸê arbeitete hauptsächlich mit Malerei, Fotografie und Landschaftskunst. In ihren Gemälden wendete sie meist großflächige warme Farben an und malte grönländische Motive. Ihre Kunst spiegelte den Kontrast aus moderner Technik und grönländischer Tradition wider. 1989 schuf sie ein 100 m² großes blaues Quadrat in der Landschaft bei Nuuk. 1990 fotografierte sie mit einer selbstgebauten Camera Obscura Orte ihrer Kindheit in Grönland. 2003 veröffentlichte sie das Buch Scoresbysundhistorier mit Bildern aus der Frühzeit ihres Geburtsdistrikts. Pia Ârĸê starb 2007 im Alter von 48 Jahren an Krebs. Ihre Werke wurden 2010 in der Wanderausstellung Tupilakosaurus in mehreren Orten Europas gezeigt. Anschließend erschien das 400 Seiten umfassende Buch gleichen Namens über ihr Lebenswerk.